# 산타렘마모셋
산타렘마모셋 (Mico humeralifer)은 신세계원숭이에 속하는 마모셋 원숭이의 일종이다. 브라질에서 발견된다. 흑백털귀마모셋으로도 알려져 있다. 5마리에서 15마리까지 군집 생활을 하며, 잡식성 동물이다. 대개는 총촘한 덩굴 식물 지역에서 산다.